# Daïra de Sougueur
La daïra de Sougueur est une daïra d'Algérie située dans la wilaya de Tiaret et dont le chef-lieu est la ville éponyme de Sougueur.

## Communes
La daïra de Sougueur est constituée de quatre communes :
- Sougueur (chef-lieu)
- Faidja
- Si Abdelghani
- Tousnina